# رمضان بشردوست
رمضان بشردوست (باللغة الفارسية:رمضان بشردوست) مواليد عام 1965، وزير التخطيط الأفغاني السابق وعضو في الجمعية الوطنية الأفغانية، كان مرشح بارز في انتخابات الرئاسة الأفغانية 2009، ينتمي رمضان بشردوست الهزازة الشيعيّة.